# Robot Chicken

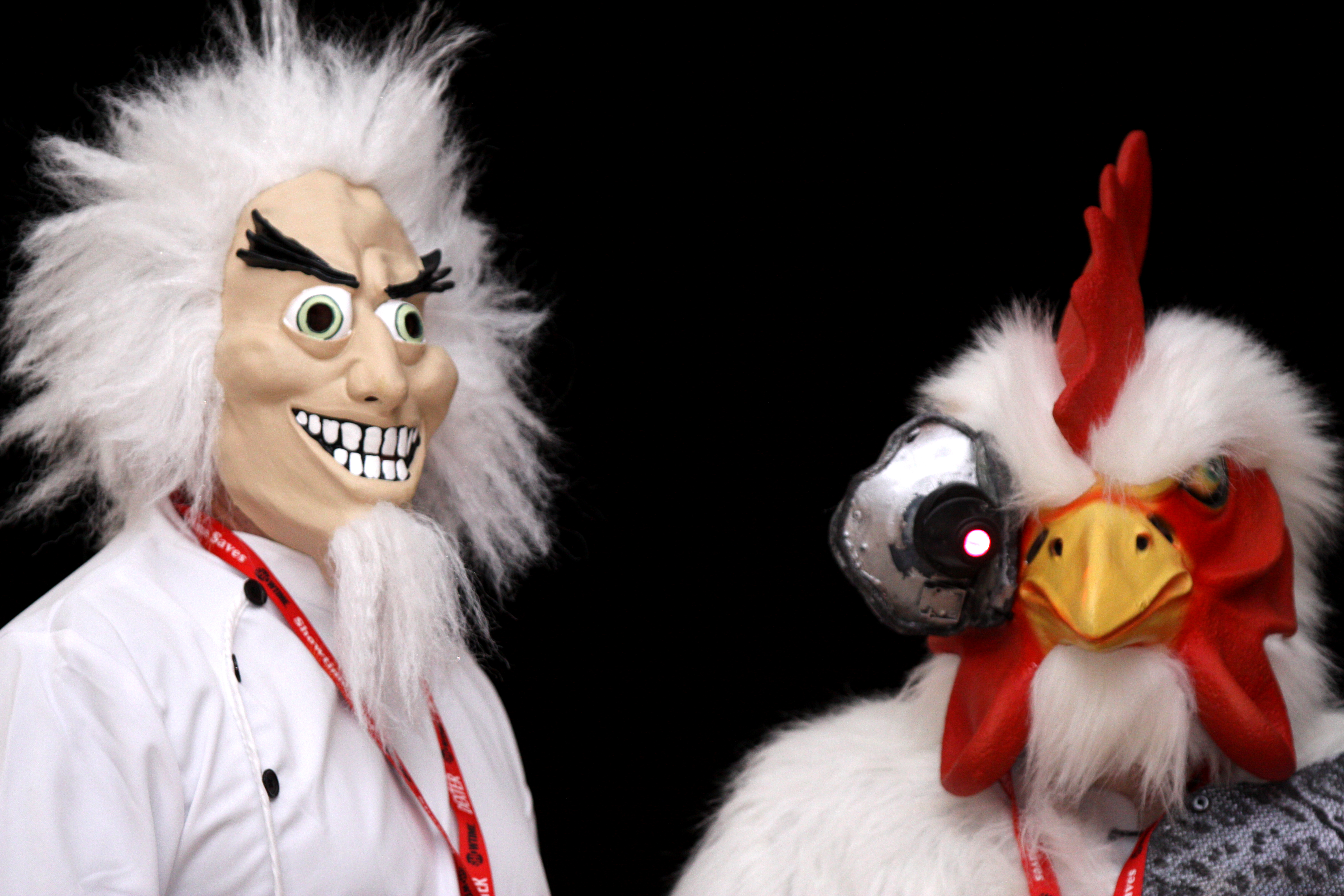
Robot Chicken-Kostüme auf der San Diego Comic-Con International 2011 in San Diego, Kalifornien.

Robot Chicken ist eine mit dem Emmy ausgezeichnete amerikanische Fernsehserie der Produzenten Seth Green und Matthew Senreich. Sie wird im amerikanischen Cartoon Network in der Reihe Adult Swim ausgestrahlt sowie im deutschen Pay-TV auf TNT Comedy. Bei den Protagonisten der Serie handelt es sich meist um im Handel erhältliche Spielzeugpuppen für Kinder, wie beispielsweise Barbiepuppen, oder die aus den 1980er Jahren stammenden Action-Figuren He-Man und den Transformers, deren Aussehen gegebenenfalls verändert wird.

## Serienname
Im Intro findet ein verrückter Wissenschaftler ein totgefahrenes Huhn auf der Straße, das er zu einem Cyborg umbaut. Danach fesselt er es an einen Stuhl und zwingt es mittels Klammern an den Augen, sich auf Bildschirmen mehrere Kurzfilme anzusehen.

## Inhalt
Inhaltlich parodiert Robot Chicken Geschehnisse der Popkultur, die nachgespielt und mit einer Portion schwarzem Humor versehen werden. Die Serie beruht auf der Stop-Motion-Technik. In den Einzelbildern der Animation werden den Figuren Münder aus Papier angeheftet, um die Bewegung der Lippen zu simulieren. Die erste Episode wurde am 20. Februar 2005 in den USA gesendet.

## Produktion
Am 17. Juni 2007 wurde ein Spezial zu Star Wars gezeigt, in dem Szenen aus den verschiedenen Episoden der Saga parodiert wurden. Die deutsche Synchronisation wurde von TV+Synchron in Berlin hergestellt. Unter anderem synchronisierten der Produzent George Lucas, Mark Hamill (Luke Skywalker) und Billy Dee Williams (Lando Calrissian) die ihren Star-Wars-Rollen entsprechenden Puppen. Diese Episode war mit 22 Minuten doppelt so lang wie üblich. Teil zwei wurde am 16. November 2008 ausgestrahlt, ein dritter Teil von 45 Minuten Länge folgte am 19. Dezember 2010.
Am 13. Oktober 2012 gab der US-amerikanische Kabelsender Cartoon Network die Verlängerung um eine siebte Staffel bekannt, welche vom 13. April bis zum 17. August 2014 zu sehen war. Vom 25. Oktober 2015 bis 15. Mai 2016 wurde die achte Staffel ausgestrahlt.
2014 wurde Robot Chicken im deutschen Free-TV auf dem Sender VIVA ausgestrahlt.
Am 6. Juli 2015 fand die deutsche Premiere des DC Comics Special statt.